# St Clare (Schiff)
Die St Clare (auf der Bordwand als St. Clare geschrieben) ist eine 2001 gebaute Doppelendfähre der britischen Reederei Wightlink. Die Fähre verkehrt zwischen Portsmouth und Fishbourne auf der Isle of Wight.

## Geschichte
Der Schiffsentwurf stammt von dem britischen Schiffsarchitekturunternehmen Hart Fenton & Company. Die Fähre wurde 2001 unter der Baunummer 653 auf der polnischen Werft Gdańska Stocznia „Remontowa“ gebaut. Die Kiellegung fand am 17. November 2000, der Stapellauf im März 2001 statt. Getauft wurde die Fähre am 26. April 2001. Die Fertigstellung erfolgte am 6. Juli 2001. Die Fähre wurde am 20. Juli 2001 in Dienst gestellt. Die Baukosten beliefen sich auf 11,5 Mio. £.
Die Fähre verkehrt auf der Strecke zwischen Portsmouth und Fishbourne, die sie zunächst zusammen mit den beiden Fähren St Cecilia und St Faith der Saint-Klasse bediente. Die St Cecilia wurde 2018 durch die Victoria of Wight ersetzt.

## Technische Daten und Ausstattung
Das Schiff wird von vier Wärtsilä-Dieselmotoren (Typ: 5L20) mit jeweils 825 kW Leistung angetrieben. Die Motoren wirken über Getriebe auf vier Voith-Schneider-Propeller. Für die Stromerzeugung stehen drei von Scania-Dieselmotoren (Typ: D9) mit jeweils 156 kW Leistung angetriebene Generatoren zur Verfügung. Ein vierter, gleich konfigurierter Generatorsatz, fungiert als Notgenerator.
Das Schiff ist mit drei Fahrzeugdecks ausgestattet, von denen eins ein höhenverstellbares Deck ist. Die Fahrzeugdecks sind mit Rampen untereinander verbunden. Das untere Fahrzeugdeck auf dem Hauptdeck ist ein durchlaufendes Deck. Es ist von beiden Enden der Fähre über herunterklappbare Rampen zugänglich.
Im Februar 2016 wurde das oberes Autodeck auf die gesamte Schiffslänge verlängert. Hier können seit der Fertigstellung der Laderampen in den beiden von der Fähre angelaufenen Häfen im Juli 2017 landseitige Rampen angelegt werden und die Fähre so auf den beiden festen Fahrzeugdecks parallel be- bzw. entladen werden. Durch die simultane Be- bzw. Entladung der beiden Decks kann die Fähre in den Häfen schneller abgefertigt werden. Durch den zusätzlichen Platz auf dem oberen Autodeck erhöhte sich die Fahrzeugkapazität der Fähre um etwa fünf Prozent. Die Fahrzeugkapazität der Fähre ist mit 186 Pkw angegeben.
Die Fahrzeugdecks sind zu einem großen Teil von den Decksaufbauten mit vier weiteren Decks überbaut. Auf drei Decks befinden sich Einrichtungen für die Passagiere, darunter zwei Decks, auf denen Aufenthaltsräume mit Sitzgelegenheiten und einem Bistro untergebracht sind. Oberhalb dieser beiden Decks befinden sich jeweils Sonnendecks mit weiteren Sitzgelegenheiten für Passagiere. Insgesamt kann die Fähre 878 Passagiere befördern. Die Brücke befindet sich im Mittschiffsbereich. Sie ist mit geschlossenen Nocken ausgestattet, die zur Verbesserung der Übersicht etwas über die Schiffsbreite hinausgehen.